# Anos de chumbo (Marrocos)

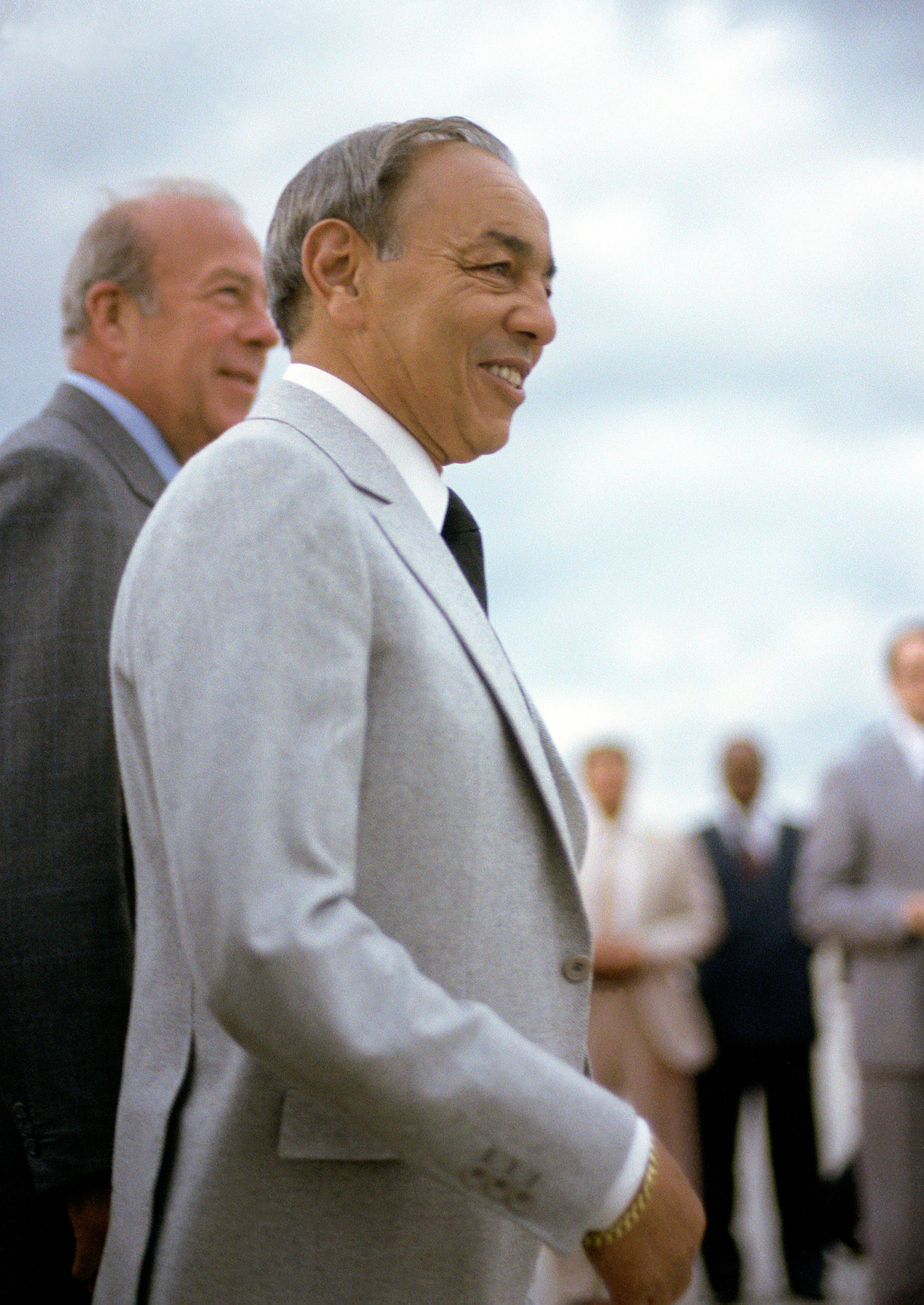
, rei de Marrocos durante os anos de chumbo

Anos de chumbo é uma designação aplicada ao período recente (da segunda metade do século XX) da história de Marrocos caracterizado pelo desaparecimento de garantias do estado de direito e pelo terrorismo do estado contra dissidentes políticos ou pessoas consideradas potencialmente perigosas ou prejudiciais à ordem política vigente.
A denominação "anos de chumbo" não é, de modo nenhum, oficial, e tem uma conotação crítica. No entanto, está generalizada entre aqueles que, por uma razão ou por outra, estudam os eventos ocorridos em Marrocos nesse período.

## Duração
Os anos de chumbo coincidem em grande parte com o reinado de Hassan II (r. 1960-1999), mas não há consenso acerca das datas precisas de início e de fim.
Alguns colocam o início na repressão da Revolta do Rife (1958/1959), ainda durante o reinado do pai de Hassan II, Mohammed V. A revolta foi duramente esmagada por tropas sob o comando direto de Hassan II e um dos generais que seria uma das figuras de proa do regime, o general Mohammed Ufqir.
Alguns recuam o início até 1956, o ano da independência de Marrocos, mas talvez a tese mais comum é que os anos de chumbo se iniciaram com a subida ao poder de Hassan II, em 1960. Há ainda quem considere que só começaram em 1971 ou 1972, no seguimento de duas tentativas de golpe de estado e de assassinato do rei. Uma dessas tentativas ficou conhecida como a Matança de Skhirat, ocorrida num dos palácios reais, em Skhirat, durante a qual foram mortas centenas de pessoas, entre pessoal e guardas do palácio, altos dirigentes políticos e militares, convidados e revoltosos.
Quanto ao fim, o mais comum é indicar-se 1991, ano em que foram libertados numerosos presos políticos e se revela a existência de centros clandestinos de detenção e tortura. Os últimos anos do reinado de Hassan II, de 1991 a 1999, são considerados de transição, mas há quem considere que os anos de chumbo foram até 1999.
A "Instância Equidade e Reconciliação" (em francês: Instance Equité et Réconciliation), o organismo oficial marroquino criado para a investigação e esclarecimento da verdade sobre as violações de direitos humanos ocorridas no passado, tem orientado a sua atividade ao período de 1956 a 1999.

## Características
As características dos anos de chumbo estão ligadas ao estado marroquino surgido em 1956. Em Marrocos, convivem e entrelaçam-se duas estruturas de poder político, concetualmente distintas. Por um lado, o estado constitucional, que, embora conceda uma grande parte da autoridade política ao rei, é pluripartidarista, parlamentar e tem outras características dos estados democráticos modernos. Por outro lado, ainda subsiste a estrutura de poder histórica designada como Makhzen, baseado no clientelismo, no qual o rei, como nos séculos passados, é dono e senhor absoluto de todos os seus súbditos. Esta dualidade traduz-se na prática numa monarquia de carácter absolutista que, ocasionalmente, faz concessões democráticas ou delega funções nos cargos do aparelho de estado constitucional, reservando-se o direito de infringir ou modificar as regras à sua vontade.
São características dos anos de chumbo um elevado grau de repressão política e a atuação dos poderes do estado à margem da legalidade vigente, com consequente supressão de facto das garantias legais. A Amnistia Internacional em particular e posteriormente também a Instância Equidade e Reconciliação, entre outros organismos, documentaram práticas habituais como as seguintes:
- Desaparecimento de pessoas — Está documentado o desaparecimento de centenas de presumíveis dissidentes políticos, um número que algumas organizações de direitos humanos elevam acima do milhar. Em muitos casos, os desaparecidos eram encerrados em centros de detenção clandestinos, usualmente durante anos e muitas vezes até morrerem. Dentre os casos mais conhecidos, são os dos militares golpistas presos na prisão de Kenitra em 1973 e encerrados em celas subterrâneas da prisão secreta de Tazmamart até 1991 (sobreviveram metade deles); os irmãos Bourequat, homens de negócios desaparecidos durante anos e confinados em prisões secretas (entre elas, Tazmamart), por razões que eles próprios desconhecem; o sequestro e desaparecimento dos filhos, irmão e sobrinhos do general  golpista Mohammed Ufqir, alguns de tenra idade, encerrados até 1991 numa prisão clandestina no deserto; o desaparecimento de centenas de presos políticos esquerdistas e sarauís. Noutros casos, os desaparecidos foram vítimas de execuções extrajudiciais ou morreram em consequência de torturas durante os interrogatórios.

- Eliminação física de dissidentes e inimigos do regime — O caso mais célebre foi o do político social-democrata e presidente da Tricontinental, Mehdi Ben Barka, sequestrado e assassinado em Paris em 1965. Outro caso famoso é o de Mohammed Lahrizi, um político socialista sequestrado e assassinado em 1963 juntamente com sua esposa suíça, Erika, e a filha de ambos, de três anos de idade. O general Ahmed Dlimi, personalidade próxima de Hassan II antes de cair em desgraça, morreu em 1983 num acidente rodoviário que, segundo a oposição, foi organizado por gente próxima do rei. Há muitos outros casos semelhantes.

- Execuções extrajudiciais — Além das realizadas em centros de detenção secretos, o regime marroquino recorreu a execuções sem julgamento em vários casos, o mais famoso deles o dos dirigentes da tentativa de golpe de estado de Skhirat de 1971, cuja execução sumária dos oficiais de alta patente foi anunciada publicamente pelo rei no dia seguinte à tentativa de golpe e levada a cabo poucos dias depois.

- Perseguições por delitos de opinião — Há inúmeros casos, embora talvez o preso político marroquino mais célebre tenha sido Abraham Serfaty, o segundo mais antigo de África a seguir a Nelson Mandela.

- Tortura — Aos maus-tratos habituais durante as detenções, há que acrescentar a existência de centros secretos de detenção e tortura. Alguns dos mais famosos foram os de Dar al-Muqri em Rabat e Darb Mulay Sharif em Casablanca. A tortura era uma prática comum nas detenções políticas. Houve prisioneiros que não sobreviveram a elas e muitos outros a quem os maus-tratos produziram lesões irreversíveis.

- Repressão violenta de manifestações e doutras formas de protesto — Era frequente as forças de segurança dispararem contra manifestantes. O número de pessoas mortas ou feridas nesses casos é elevado, como também é elevado o número de sequestrados detidos e encerrados em lugares secretos em consequência da repressão dos distúrbios. Os casos mais notórios foram os da revolta de 23 de março de 1965, os distúrbios de Casablanca em junho de 1981, os distúrbios de Marraquexe em 1984 e os distúrbios de Tetuão em 1984.

Cabe citar, como episódio inicial dos anos de chumbo, a repressão da revolta do Rife de 1958-1959, a qual foi sufocada com o bombardeamento aéreo da região, levado a cabo por um exército marroquino embrionário dirigido por oficiais franceses e comandado pelo então príncipe herdeiro Mulay Hassan (futuro Hassan II), o qual supervisionou pessoalmente as operações juntamente com Mohammed Ufqir. A repressão deixou um saldo de vários milhares de rifenhos mortos.